# Буттап'єтра
Буттап'єтра (італ. Buttapietra, вен. Butapietra) — муніципалітет в Італії, у регіоні Венето, провінція Верона.
Буттап'єтра розташований на відстані близько 410 км на північ від Рима, 110 км на захід від Венеції, 11 км на південний захід від Верони.
Населення — 7059 осіб (2014).
Щорічний фестиваль відбувається 17 вересня. Покровитель — Santa Croce.

## Демографія
Населення за роками:

Станом на 1 січня 2023 року в муніципалітеті офіційно проживало 728 іноземців з 39 країн, серед них 349 громадян країн Євросоюзу та 6 громадян України.

## Сусідні муніципалітети
- Кастель-д'Аццано
- Ізола-делла-Скала
- Оппеано
- Сан-Джованні-Лупатото
- Верона
- Вігазіо